# アントン・プロケシュ・フォン・オステン
アントン・プロケシュ・フォン・オステン（ドイツ語：Anton Prokesch von Osten：1795年12月10日 - 1876年10月26日）は、オーストリア帝国の軍人、外交官、東洋学者であり、1824年以降の中東派遣を契機にオリエント研究を確立した権威である。

## 生涯
1812年よりグラーツ大学で法学を学んだ後、ナポレオン独裁への反発から、オーストリアに仕官してナポレオン戦争を戦った。戦後、フランス復古王政に失望し、ナポレオンのセントヘレナ島への流刑が誤りであると公言し、戦史研究家として名を馳せた。
1824年にはギリシャ独立戦争の視察派遣でギリシャ、小アジア、エジプト、シリアなどを歴訪し、政治・軍事報告を行う傍らオリエント研究の基礎を築いた。
1830年6月22日、アロイス・フォン・マッツチェリ司令官の副官として、ライヒシュタット公ナポレオン・フランツと初めて対面した。東地中海（主にギリシャ）での勤務歴が長く、。晩餐会の席上で、プロケシュはライヒシュタット公が独立を承認されたばかりのギリシャ王国の国王にふさわしいと発言した。公と気が合うと見た、公の家庭教師モーリッツ・フォン・ディートリヒシュタインの手引きにより、翌23日、再びライヒシュタット公と再会した。公はプロケシュのワーテルローの戦いに関する論考を読み、感激していたのだった。以来、二人は友人となった。
1831年1月下旬、在墺英国大使館のパーティーで、ライヒシュタット公とオーギュスト・マルモン元帥を引き合わせた。その後もライヒシュタットの制約が多い状況を打開する策を二人で話し合うが、ついに実現することは無かった。同年3月、メッテルニヒから在ボローニャの教皇庁大使に任じられると、ライヒシュタット公から惜別の手紙を受け取った。10月1日に帰京し、病状が著しく悪化したライヒシュタット公と再会すると、頻繁に公を見舞った
1833年にはエジプト総督ムハンマド・アリー・パシャとオスマン帝国スルタンの和平交渉を仲介した。1834年から1849年までギリシャ王国駐アテネ全権公使を務め、同国の政治体制構築に寄与した。
その後も、外交官としてオーストリア帝国に奉職し、オステン家は、1830年に騎士、1845年に男爵、1871年に伯爵にそれぞれ叙された。また、生涯にわたり多数の論考を発表している（de:Anton Prokesch von Osten#Werke zu Lebzeiten）。